# College of Banking & Financial Studies
Das College of Banking & Financial Studies ist ein staatliches College in Oman und liegt in Ruwi nahe Maskat. Das College nahm 2005 seinen Lehrbetrieb auf.

## Kooperationen
Am 9. März 2005 wurde zwischen dem College und dem AABFS (Arab Academy For Banking and Financial Sciences) ein Kooperationsvertrag geschlossen. Außerdem unterhält es eine Partnerschaft mit der britischen Universität Strathclyde Graduate School of Business.
Im Rahmen dieser Kooperation bietet das College ein Internationales MBA-Programm an (Zulassungsbedingung Hochschulabschluss und mindestens dreijährige Berufserfahrung). Zudem gibt es zwei vierjährige Bachelor-Studiengänge in
- Accounting & Finance (in Zusammenarbeit mit der Universität Bradford) sowie
- Banking and Financial Sciences (gemeinsam mit der Arab Academy for Banking and Financial Sciences in Jordanien)

Daneben gibt es noch einige zweijährige Diploma-Kurse.